# Musaranya pigmea americana
La musaranya pigmea americana (Sorex hoyi) és una espècie de mamífer de la família de les musaranyes que es troba a Alaska, al Canadà i al nord dels Estats Units.
Aquesta espècie és gairebé cega i va ésser descoberta l'any 1831 pel naturalista William Cane.